# Arvid Lindman
Salomon Arvid Achates Lindman (i riksdagen kallad Lindman i Stockholm, annars vanligen omtalad som amiral Lindman), född 19 september 1862 i Films socken, Uppsala län, död 9 december 1936 i Croydon, England, var en svensk politiker (högerman), sjöofficer och industriman. 
Lindman var riksdagsman 1905–1935, statsminister 1906–1911 i Regeringen Lindman I och 1928–1930 i Regeringen Lindman II, partiledare för Allmänna valmansförbundet 1912–1935 och för Lantmanna- och borgarepartiet 1913–1935, dock med ett kort undantag under utrikesministertiden i regeringen Swartz 1917.
Lindman var även generaldirektör för Telegrafstyrelsen 1904–1907, men var tjänstledig större delen av tiden, samt styrelseordförande i Telefonaktiebolaget L M Ericsson 1916–1925.

## Biografi

### Härkomst och utbildning
Arvid Lindman föddes på Österby bruk i Films socken i  Uppland som son till bruksdisponent Emil Achates Lindman och Ebba Carolina, född Dahlgren (1827–1929). Han studerade vid högre allmänt läroverk i Hudiksvall 1873 till 1876 och blev därefter inskriven vid Kungliga Sjökrigsskolan, där han tog sin sjöofficersexamen 1882. Lindman blev underlöjtnant vid flottan 1882, deltog i ångfregatten Vanadis världsomsegling 1883–1885 samt utnämndes till löjtnant 1887. Han tog 1889 avsked från flottan på tre år, men kvarstod utan lön, blev kapten 1892 och övergick samma år till flottans reserv, utnämndes 1905 till kommendör vid flottan samt 1907 till konteramiral i flottans reserv.

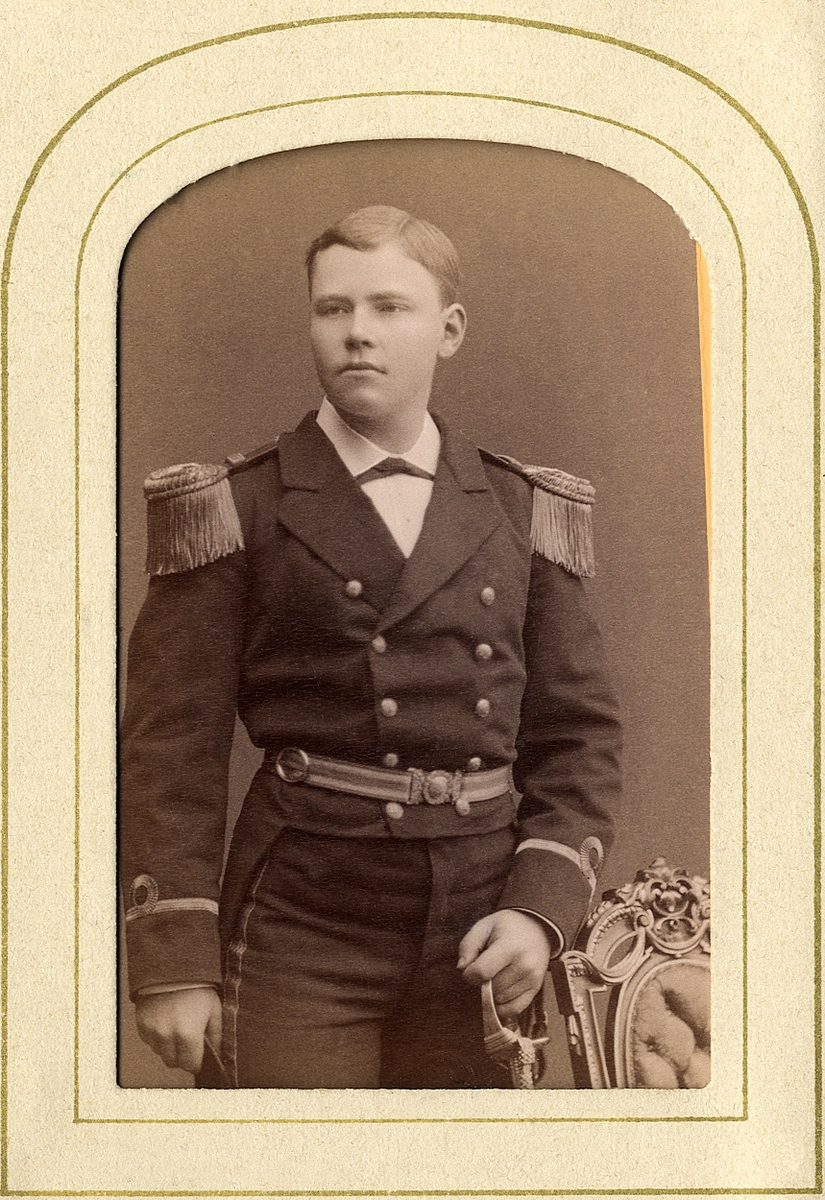
Underlöjtnant Lindman år 1882.

### Företagsledare och ämbetsman
Lindman var tidigt intresserad av affärslivet och industriell verksamhet. Han anställdes 1889 hos AB Iggesunds bruk, och blev verkställande direktör där 1892. Samma år blev den unge företagsledaren vald till ledamot av Gävleborgs läns landsting, vilket han var fram till 1905. Han ledde bruket fram till 1903 då han blev VD vid Strömbacka bruks AB, en post han upprätthöll till 1923. Därutöver var Lindman bland annat VD för LKAB 1901–03 och 1904 tillträdde han som Telegrafstyrelsens generaldirektör. Åren 1916–1925 var han styrelseordförande i Telefonaktiebolaget L M Ericsson.
Lindman hade 1902 erbjudits posten som finansminister i Boströms andra ministär, men tackat nej. Lindman valdes hösten 1904 till länets riksdagsman i första kammaren, och blev riksdagsman där i januari 1905. Som nybliven riksdagspolitiker  var han medlem av Första kammarens protektionistiska parti. I augusti 1905 utnämndes Lindman till sjöminister i Christian Lundebergs samlingsregering. Han avgick tillsammans med resten av regeringen i november samma år. Lindman utnämndes 1905 till överadjutant i H.M. Konung Oscar II:s stab.

### Första ämbetstiden som statsminister
Efter att Karl Staaff hade fått lämna in sin första regerings avskedsansökan, vilken beviljades av Oscar II, påbörjades arbetet med att hitta en ny regeringschef som föll det kungliga majestätet mer i smaken. Först tillfrågades lantbrukaren Alfred Petersson i Påboda, som emellertid avböjde. Näste man att avböja statsministerämbetet var den förre utrikesministern Fredrik Wachtmeister. Därefter erbjöds Lindman uppdraget att bilda regering, vilket han accepterade. 
Under sin första ämbetstid som statsminister lyckades Lindman lösa frågan med rösträtt, som Karl Staaffs regering hade fallit på, och som hade gjort Lindman till statsminister. Beslutet gällde att män hade allmän rösträtt med proportionella val till båda kamrarna. Den försiktiga reformen var en kompromiss som innebar allmän och lika rösträtt för män till andra kammaren. Till den första kammaren valdes ledamöterna fortsatt indirekt, vilket innebar att högern alltjämt kom att dominera i denna kammare. I de kommunala valen var nämligen rösträtten inte likvärdig utan graderades efter inkomst, från 1–40. Lindman motsatte sig kvinnlig rösträtt. Lindman tillsatte under sin ämbetstid som statsminister en försvarskommitté samt bekräftade Sveriges ställning inom Nord- och Östersjöavtalen. År 1909 utbröt en storstrejk till följd av politiska och ekonomiska motsättningar, vilken sedermera avtog. Som statsminister 1910 blev han även ledamot av första kammarens förenade högerparti.

### Partiledarskap
År 1911 gjorde vänstersidan stora framgångar i andrakammarvalet, som en följd av att rösträtten vidgats. Detta gjorde att Lindman inte längre kunde förbli statsminister och avgick med hela sin regering. Han lämnade även första kammaren, där han under året 1911 hade varit riksdagsman för Älvsborgs läns valkrets. Han gick i stället över till Riksdagens andra kammare, som riksdagsman för Stockholms stads första valkrets.  Mellan 1913 och 1935 fungerade Lindman som ordförande för dess högerparti, Lantmanna- och borgarpartiet, förutom 1917 när han var utrikesminister i regeringen Swartz. Han rådde kungen att låta Hjalmar Hammarskjöld och Swartz bilda regeringar för att blockera den mer hårdföre konservativa ledaren Ernst Trygger.
Mellan 1913 och 1935 var Lindman ordförande för Högerns riksorganisations och Allmänna valmansförbundet, samt för riksdagshögern 1935. Han pådrev därigenom arbetet med att modernisera partiorganisationen, och introducerade under samma period valaffischen. År 1920 undertecknade han tillsammans med andra ledande politiker, däribland Hjalmar Branting, en motion om att man skulle inrätta det Rasbiologiska institutet.

### Andra ämbetstiden som statsminister

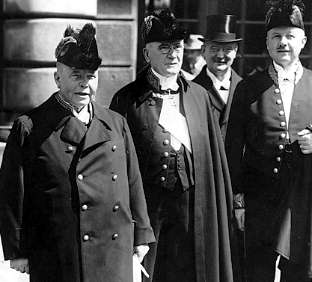
Arvid Lindman (till vänster) på Kungliga slottets borggård vid sin andra regerings tillträde 1928 i sällskap av statsrådskollegerna Ernst Trygger, Claes Lindskog och Sven Lübeck.

Efter andrakammarvalet 1928, även kallat ”Kosackvalet”, där Socialdemokraterna gjorde en stor valförlust, bildades en högerlagd minoritetsregering av Lindman. Detta var ett resultat av att både liberala och frisinnade hade avböjt det önskemål om en borgerlig majoritetsregering som kungen hade erbjudit. Exempel på de åtgärder som regeringen genomförde var bland annat inkallandet av arbetsfredskonferensen 1928. Lindmans regering avgick 1930, eftersom förslag om höjda spannmålstullar till stöd för jordbruket hade fällts av frisinnade och socialdemokrater.

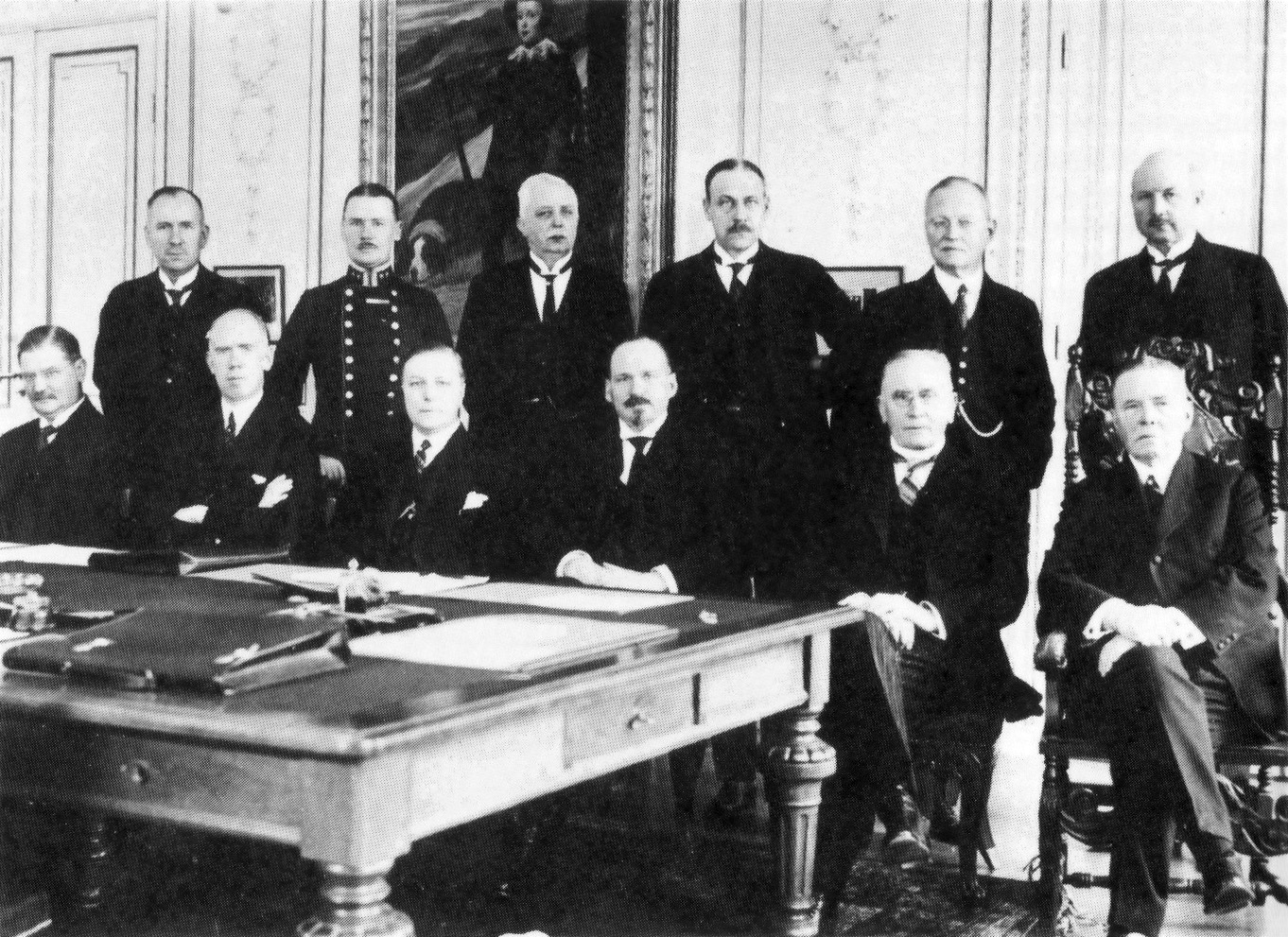
Regeringen Lindman II (1928-1930).

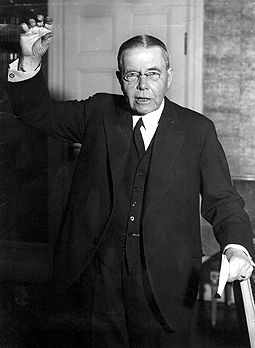
Lindman på äldre dagar, okänt årtal.

Som partiledare var Lindman modern. Hans engagemang och vältalighet vände sig till väljarna, och han var både energisk och resultatinriktad. Han förde, utan att vara principlös, en pragmatiskt konservativ politik. Han var skicklig på att samarbeta med politiska motståndare. Han tog avstånd från nazism och fascism, och uteslöt under 1930-talet fascistiska kampgrupper från högerns ungdomsförbund. I samband med detta bildades Ungsvenskarna (senare Moderata ungdomsförbundet, MUF) under Jarl Hjalmarson för att ersätta det uteslutna Sveriges Nationella Ungdomsförbund. Brytningen var uttryck för en djupare motsättning inom högern mellan radikalkonservativa – som tenderade dra åt tyska influenser – och liberalt, anglosaxiskt influerade, där Lindman hörde till de senare.

### Ledamotskap och styrelseuppdrag
Lindman blev hedersledamot av Kungliga Örlogsmannasällskapet 1905, ledamot av Kungliga Krigsvetenskapsakademien 1906, och av Kungliga Lantbruksakademien 1928, förste hedersledamot av Ingenjörsvetenskapsakademien 1932.  Han fungerade även som styrelseordförande för Carnegiestiftelsen från 1911, och för Skogshögskolan från 1915.

### Sista levnadsåret
Lindman lämnade riksdagen 1935, och året därpå omkom han vid en flygolycka med ett nederländskt flygplan, vid Croydon Airport utanför London, Storbritannien. Tillsammans med Lindman omkom även den svenske direktören Charles Dickson samt autogirons uppfinnare Juan de la Cierva och tolv andra. Han begravdes på Norra begravningsplatsen den 19 december 1936.

### Familj
Lindman gifte sig år 1888 med Anna Lovisa "Annie" Almström (1867–1927), dotter till bruksägare Robert Almström och Eva Almström, född Påhlman. De fick tre barn: Rolf Achates (1888–1987), Eva Ebba Sophia von Dardel (1890–1985) och Karin Ebba Larson (1893–1989). Han var kusin till Alex Lindman.

## Utmärkelser

### Svenska utmärkelser
- Riddare och kommendör av Kungl. Maj:ts orden (Serafimerorden), 16 juni 1908.
- Konung Oscar II:s och Drottning Sofias guldbröllopsminnestecken, 1907.
- Riddare av Carl XIII:s orden, 27 januari 1917.
- Riddare av första klassen av Vasaorden, 1897.

Källa:

### Utländska utmärkelser
- Riddare av Badiska Husorden Fidelitas.
- Storkorset av Danska Dannebrogorden.
- Storkorset av Finlands Vita Ros' orden.
- Storkorset av Franska Hederslegionsorden.
- Storkorset av Lettiska Tre Stjärnors orden.
- Riddare av Preussiska kronans förtjänstorden, 3 augusti 1908.
- Riddare av första klassen av Preussiska Kronorden.
- Riddare av Ryska Sankt Alexander Nevskij-orden.
- Innehavare av första klassen av Siamesiska Vita elefantens orden.
- Storkorset av Spanska Karl III:s orden.
- Storkorset av Brittiska Victoriaorden.
- Riddare av Hawaiiska Kronorden.

Källa: